# Scirpus atrocinctus
Scirpus atrocinctus là loài thực vật có hoa trong họ Cói. Loài này được Fernald miêu tả khoa học đầu tiên năm 1899.